# Nathalie Sarraute
Nathalie Sarraute (ur. 18 lipca 1900 w Iwanowie, zm. 19 października 1999 w Paryżu) – francuska pisarka i dramaturg pochodzenia rosyjskiego, jedna z głównych reprezentantek tzw. nowej powieści. 

## Życiorys
Natalia Czerniak urodziła się w Iwanowo-Wozniesiensku, w rosyjsko-żydowskiej rodzinie. Była córką pisarki Pauliny (z domu Czatunowski) i inżyniera chemika Ilji Czerniaka. Po rozwodzie rodziców spędziła dzieciństwo podróżując między Francją a Rosją. W 1909 przeniosła się z ojcem do Paryża. Studiując literaturę angielską na Sorbonie, szczególnie upodobała sobie literaturę współczesną oraz twórczość Marcela Prousta i Virginii Woolf, które w znacznym stopniu wpłynęły na jej koncepcję powieści. Następnie studiowała historię na Oxfordzie i socjologię w Berlinie, zanim zdała francuski egzamin adwokacki (należała do paryskiej palestry w latach 1926–1941).
W 1925 r. wyszła za mąż za Raymonda Sarraute, również prawnika, z którym miała trzy córki. W latach 1932-1937 pisała swoją pierwszą książkę, Tropizmy. Została ona opublikowana w 1939 roku w wydawnictwie Denoël, po odrzuceniu jej przez dwa inne wydawnictwa. Tropizmy nie spotkały się z dobrym przyjęciem czytelników, a wpływ II wojny światowej jeszcze bardziej ograniczył ich popularność. Od 1941 r. z powodu pochodzenia Sarraute nie mogła pracować jako prawnik na skutek antyżydowskich praw reżimu Vichy. W tym czasie ukrywała się i przygotowywała się do rozwodu z mężem, starając się go chronić (rozwód ostatecznie nie nastąpił).
Wydany w 1948 r. Portret nieznajomego napotkał podobne trudności jak Tropizmy - odrzucanie przez wydawców i chłodną reakcję czytelników. Zainteresowanie publiczności wzbudziła dopiero w 1953 r. jej trzecia powieść, Martereau, a następnie zbiór esejów Era podejrzliwości (1956), który krytyka uznaje za początek nurtu Nouveau Roman. Kolejne powieści cieszyły się już znacznym powodzeniem, podobnie jak opublikowane w 1983 r. wspomnienia (Enfance). Za Les Fruits d’or otrzymała w 1964 r. Prix International de Littérature. Między 1963 i 1966 r. na prośbę Radia Stuttgart Sarraute napisała swoje dwie pierwsze sztuki teatralne; cały jej dorobek teatralny zawiera się w sześciu dramatach, wystawianych przez takich reżyserów jak Jean-Louis Barrault, Claude Régy czy Jacques Lasalle. W 1967 r. otrzymała doktorat honoris causa Trinity College w Dublinie, w 1980 - University of Kent w Canterbury, a w 1991 r. -  Uniwersytetu Oksfordzkiego.
Sarraute zmarła w wieku 99 lat w Paryżu we Francji. Jej córka, dziennikarka Claude Sarraute, wyszła za mąż za francuskiego akademika Jean-François Revela.

## Twórczość (wybór)
- Era podejrzliwości (L'Ère du soupçon, 1956), szkice teoretyczne o tworzeniu powieści

### Powieści
- Tropizmy (Tropismes, 1938, wyd. pol. 2016, przeł. Szymon Żuchowski[3]),
- Portret nieznajomego (Portrait d'un inconnu, 1948, wyd. pol. 1959, przeł. Zofia Jaremko-Pytowska[4]), z przedmową Jeana-Paula Sartre’a
- Martereau (1953)
- Le Planétarium (1959)
- Les Fruits d’or (1963)
- Entre la vie et la mort (1968)
- Słyszy pan te śmiechy? (Vous les entendez?, 1972, wyd. pol. 1975, przeł. Krystyna Dolatowska[5]).
- L'Usage de la parole (1980)
- Enfance (1983)
- Tu ne t'aimes pas (1989)
- Ici (1995)
- Ouvrez (1997)

### Teatr
- Le Silence (1964)
- Le Mensonge (1966)
- Isma, ou Ce qui s'appelle rien (1970)
- C'est beau (1975)
- Elle est là (1980)
- Pour un oui ou pour un non (1982)